# Didier Cuche
Didier Cuche (Le Pâquier, 16 de agosto de 1974) es un deportista suizo que compitió en esquí alpino; campeón mundial en 2009.
Participó en cuatro Juegos Olímpicos de Invierno, entre los años 1998 y 2010, obteniendo una medalla de plata en Nagano 1998, en la prueba de supergigante, y el sexto lugar en Vancouver 2010 (descenso).
Ganó cuatro medallas en el Campeonato Mundial de Esquí Alpino entre los años 2007 y 2011. En la Copa del Mundo consiguió veintiuna victorias y 67 podios en total.
Fue nombrado «Deportista masculino del año» en su país en 2009 y 2011.

## Palmarés internacional
| Juegos Olímpicos   | Juegos Olímpicos                  | Juegos Olímpicos  | Juegos Olímpicos |
| Año                | Lugar                             | Medalla           | Prueba           |
| ------------------ | --------------------------------- | ----------------- | ---------------- |
| 1998               | Nagano (Japón)                    | Medalla de plata  | Supergigante     |
| Campeonato Mundial |                                   |                   |                  |
| Año                | Lugar                             | Medalla           | Prueba           |
| 2007               | Åre (Suecia)                      | Medalla de bronce | Eslalon gigante  |
| 2009               | Val d’Isère (Francia)             | Medalla de oro    | Supergigante     |
| 2009               | Val d’Isère (Francia)             | Medalla de plata  | Descenso         |
| 2011               | Garmisch-Partenkirchen (Alemania) | Medalla de plata  | Descenso         |